# Gandu (Tembarak)
Gandu is een bestuurslaag in het regentschap Temanggung van de provincie Midden-Java, Indonesië. Gandu telt 1497 inwoners (volkstelling 2010).